# Aerei X
Questa voce contiene una lista della famiglia di aerei sperimentali statunitensi (X-planes) del secondo dopoguerra, contraddistinti dalla lettera X (eXperimental) nella designazione statunitense degli aerei.
Sebbene questa famiglia di aeromobili sia correntemente conosciuta con il nome generico di aerei X, tale definizione è in parte impropria, visto che questa famiglia include anche missili, convertiplani e altri tipi di aeromobile.

## Panoramica

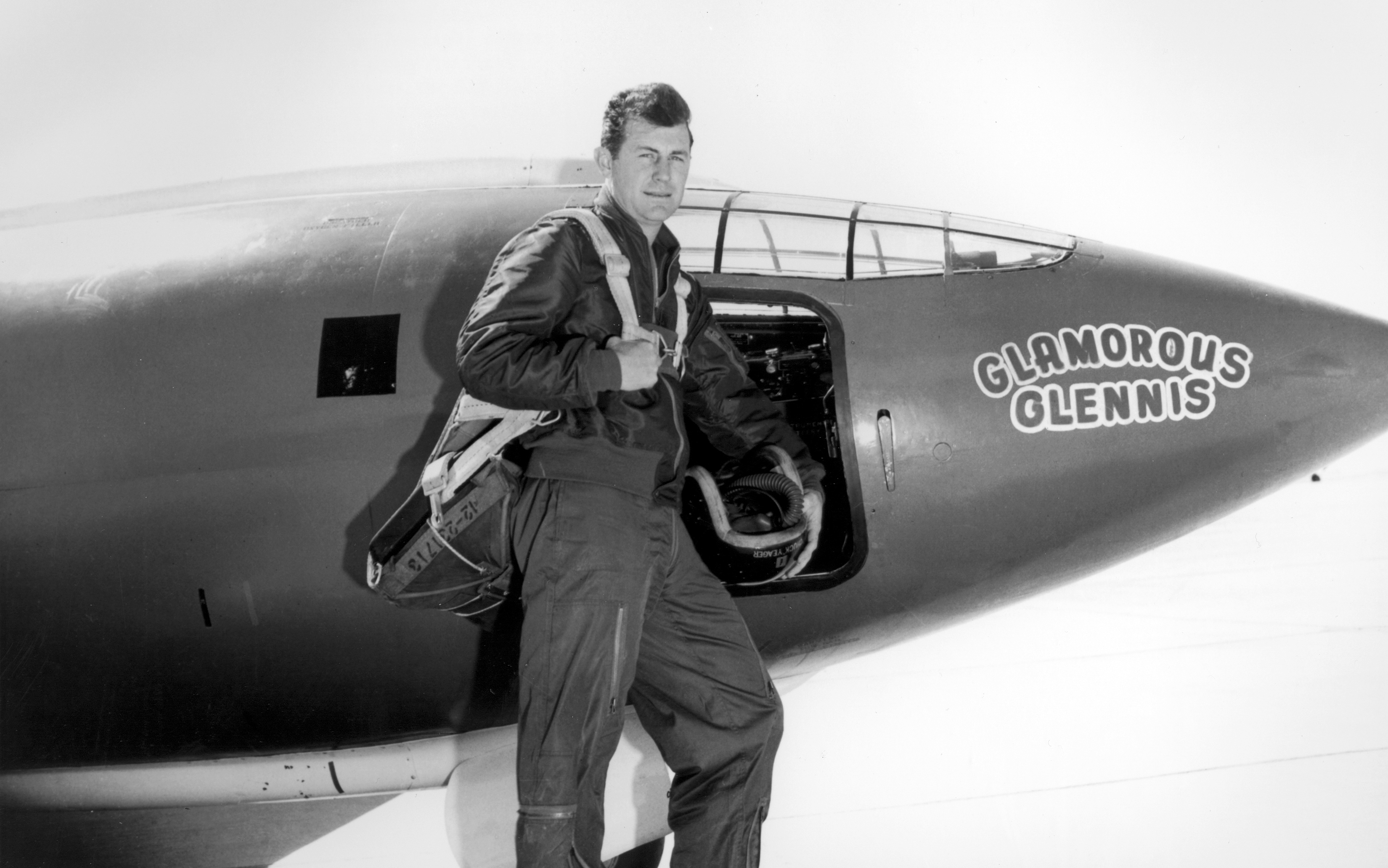
Il 14 ottobre 1947 un X-1 divenne, ai comandi di Charles "Chuck" Yeager, il primo velivolo pilotato a superare in volo orizzontale la velocità del suono.

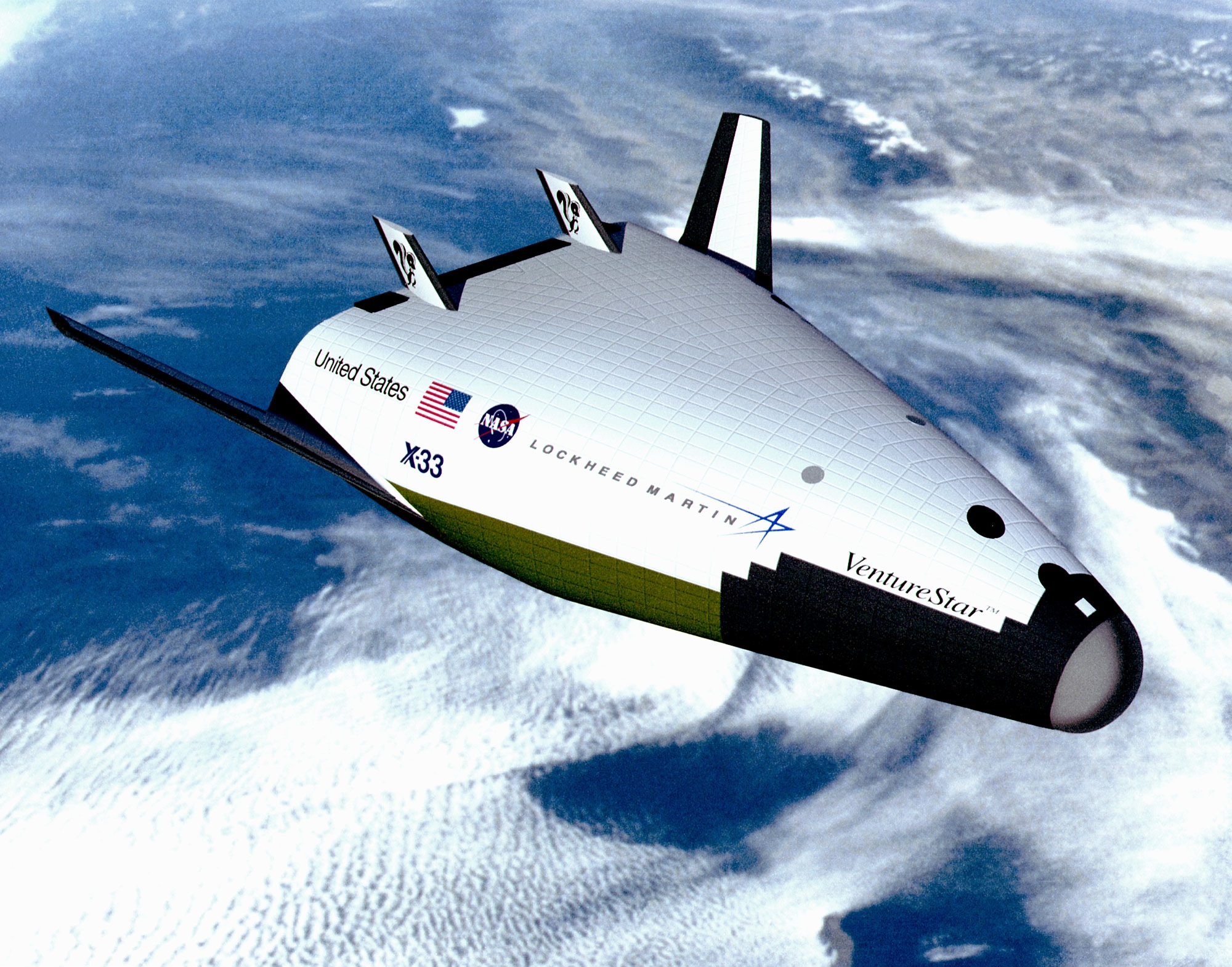
Alcuni "X-planes" più recenti sono prototipi di spazioplani; qui l'X-33.

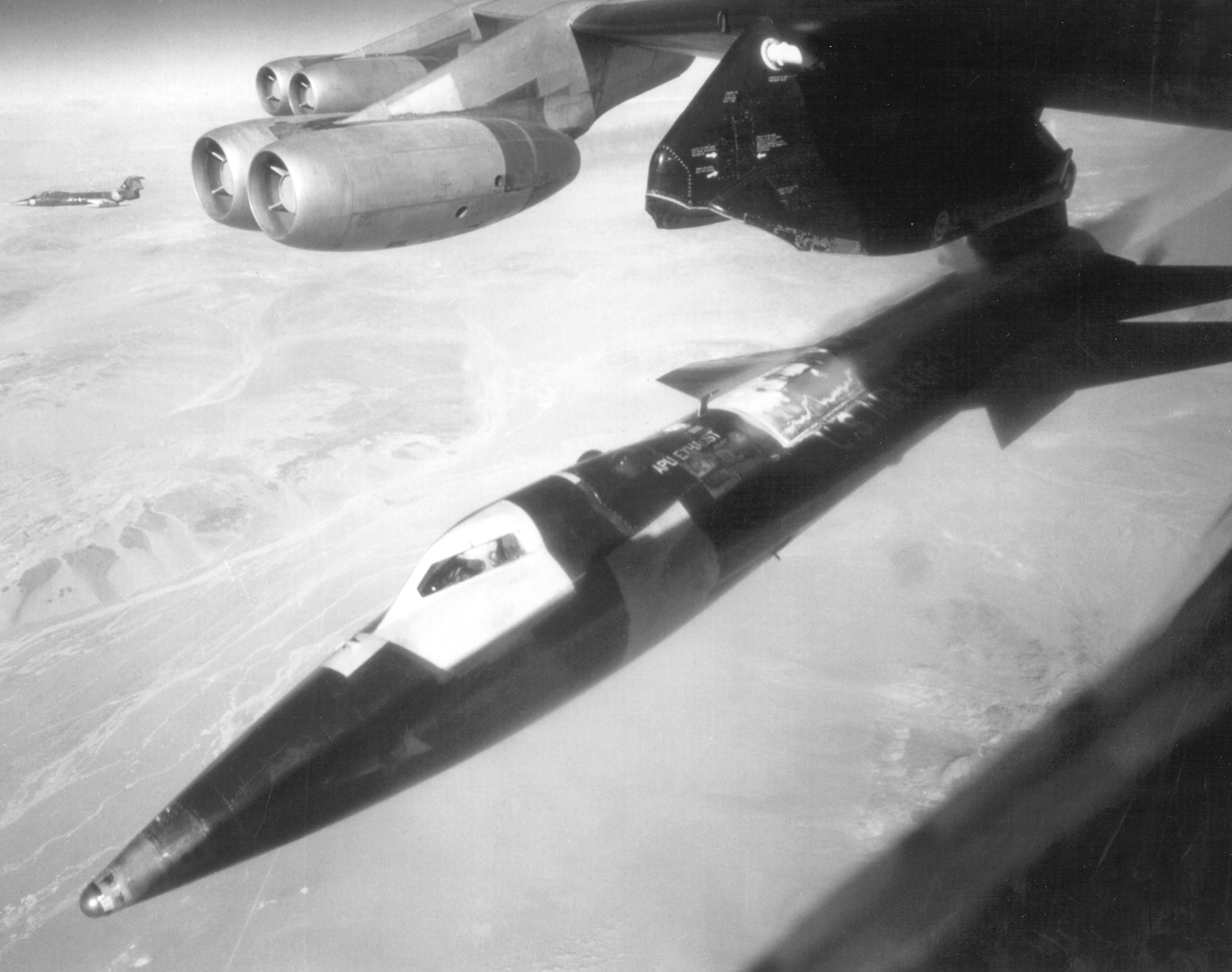
Uno degli "X" più famosi: l'X-15

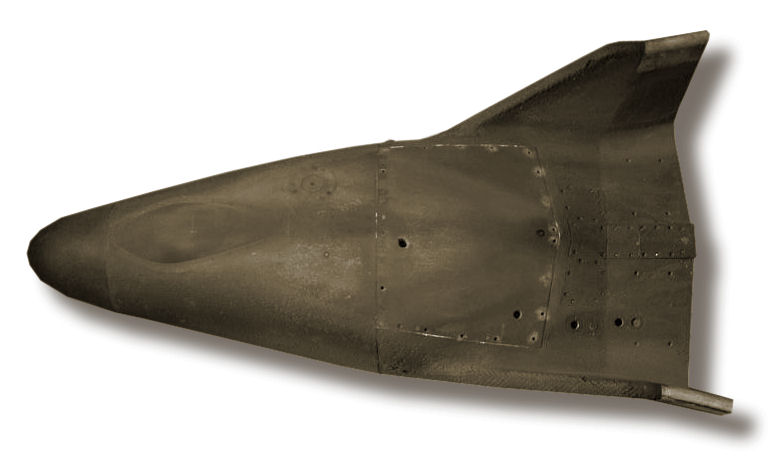
Tra i prototipi vi furono anche "modelli" in scala e senza pilota. Un esempio è il Martin Marietta SV-5D conosciuto anche come X-23.

La maggior parte degli aerei X sono stati gestiti dal National Advisory Committee for Aeronautics (NACA) o, più tardi, dalla National Aeronautics and Space Administration (NASA), spesso in collaborazione con la United States Air Force. Gran parte dei test sugli X-Plane si sono svolti presso la Edwards Air Force Base.
La storia degli "aerei X" può essere divisa, finora, in tre periodi principali, in base alla "densità" di denominazioni. Nel primo, tra gli anni quaranta e la fine degli anni settanta quasi trenta denominazioni furono assegnate ad aeromobili X. Nel secondo, tra gli anni ottanta e novanta vi fu un palese rallentamento. Dalla fine degli anni novanta vi è stato un nuovo incremento nelle denominazioni e a oggi (2013) gli aerei X sono cinquantasei.
È popolare la credenza che gli aerei X abbiano unicamente sperimentato voli ad alta velocità o ad alta quota. L'opinione probabilmente deriva dalla fama acquisita da prototipi come l'X-1 (primo aereo supersonico) e l'X-15 (aereo ipersonico). Nell'elenco, tuttavia, sono presenti molti esemplari volti a sperimentare caratteristiche diverse. Il Bensen X-25, ad esempio, non superava i 150 km/h e nella sua prima versione era addirittura privo di propulsore. Privo di motore era pure il primo X-26, mentre nelle varianti successive fu dotato di un motore di appena 100 CV.
In ogni caso i successi degli X-Plane sono stati numerosi:
- il primo velivolo a superare la barriera del suono;
- il primo aereo a utilizzare una configurazione con ala a geometria variabile in volo;
- il primo aereo a volare a quote superiori a 30.000, 60.000, e 90.000 m (100.000, 200.000 e 300.000 piedi);
- il primo a usare leghe esotiche per la struttura;
- il primo programma di test per jet e motori a razzo a sospensione cardanica;
- il primo velivolo a utilizzare un getto di spinta per decollo e atterraggio;
- il primo velivolo a volare a tre, quattro, cinque e sei volte la velocità del suono;
- il primo velivolo a testare le teorie del controllo dello strato limite su un'intera ala a velocità transonica;
- il primo velivolo a completare con successo un giro di 180 gradi con una manovra post-stallo;
- il primo missile a raggiungere un raggio di volo intercontinentale.

Gli "X", piuttosto che essere concepiti per essere poi prodotti su larga scala, sono stati perlopiù dedicati allo studio di nuove tecnologie, come ad esempio i primi (X-1, X-2, X-3, X-4) che erano prototipi volti a esplorare il regime transonico; oppure l'X-43 banco di prova per i nuovi motori scramjet. Ci sono tuttavia eccezioni come l'X-32 e l'X-35 – prototipi di quello che diventerà l'F-35 (Joint Strike Fighter) – o l'X-27, una revisione del caccia intercettore F-104.
Alcuni degli aerei X sono stati in effetti ben pubblicizzati, mentre altri, come l'X-16, sono stati sviluppati in segreto.
Gli aerei X da 7 a 12, poi, sono stati in realtà missili (usati per testare nuovi tipi di motori), e alcuni altri erano senza pilota, controllati a distanza.
Dunque l'insieme degli aerei X è molto eterogeneo e comprende:
- aerei: X-1, X-5, ecc.
- missili: ad esempio l'X-11 e X-12
- vettori spaziali: ad esempio l'X-17
- autogiri: l'X-25
- convertiplani: come l'X-18 e l'X-19
- spazioplani: come l'X-20 e l'X-30
- alianti: X-26
- idrovolanti: X-28
- aeromobili a pilotaggio remoto: X-45, 46, 47, ecc.
- elicoplani: X-50

Nonostante gli "X" siano aerei sperimentali la serie non ha l'esclusiva delle denominazioni per velivoli di questo tipo. Esistono molti esempi di aerei sperimentali degli Stati Uniti che non sono stati designati come "X": alcuni hanno ricevuto denominazioni dall'United States Navy prima del 1962, altri sono conosciuti solo con le denominazioni dei produttori come il Piasecki PA-97; altri, semplicemente, con denominazioni non appartenenti alla serie "X" come il NASA AD-1 e il Bell XV-15; altri, infine, hanno nomi in codice per progetti segreti: è il caso del Northrop Tacit Blue.
Nel corso dei programmi "X" e fino all'anno 2000 vi sono stati quindici incidenti gravi con la perdita di quattro piloti durante i test. Tre di queste morti si verificarono durante le prove dell'X-2, negli anni cinquanta e l'ultima nei test dell'X-15, nel 1967. Non vi fu mai, in compenso, nessuna perdita civile né danno a proprietà private, grazie anche a stringenti norme di sicurezza. Durante i test dell X-6, ad esempio, i voli avvenivano sempre su zone scarsamente popolate, e l'XB-36H (prototipo dell'X-6) era "accompagnato" da un trasporto Boeing C-97 Stratofreighter con un plotone di Marine paracadutisti che avevano il compito di isolare immediatamente la zona in caso di disastro.

## Lista
| Nome                         | Costruttore e agenzia                                     | Immagine                                                  | Primo volo                                                | Periodo                                                   | Scopo e note |
| ---------------------------- | --------------------------------------------------------- | --------------------------------------------------------- | --------------------------------------------------------- | --------------------------------------------------------- | --- |
| X-1                          | Bell Aircraft USAF, NACA                                  |                                                           | 19 gennaio 1946                                           | 1946-1951                                                 | Primo aereo ad aver infranto il muro del suono il 14 ottobre 1947 |
| X-2 "Starbuster"             | Bell Aircraft USAF                                        |                                                           | 27 giugno 1952                                            | 1953-1956                                                 | Aereo per la sperimentazione del volo a Mach 2 e 3 |
| X-3 Stiletto                 | Douglas USAF, NACA                                        |                                                           | 27 ottobre 1952                                           | 1952-1956                                                 | Aereo per investigare nuove forme aerodinamiche funzionali al volo supersonico                                                                                            |
| X-4 Bantam                   | Northrop USAF, NACA                                       |                                                           | 15 dicembre 1948                                          | 1948-1953                                                 | Aereo atto a verificare la possibilità di eliminare i piani di coda nelle velocità transoniche                                                                            |
| X-5                          | Bell Aircraft USAF, NACA                                  |                                                           | 20 giugno 1951                                            | 1951-1955                                                 | Primo aereo con le ali a geometria variabile in volo |
| X-6                          | Convair USAF, AEC                                         |                                                           | mai                                                       |                                                           | Aereo atto a sperimentare propulsori nucleari. Il progetto non andò oltre la modifica di un B-36                                                                          |
| X-7 "Flying Stove Pipe"      | Lockheed Tri-service                                      |                                                           | aprile 1951                                               | 1951-1960                                                 | Aereo di prova (non pilotato) per motori ramjet e tecnologie di guida di missili                                                                                          |
| X-8                          | Aerojet NACA, USAF, USN                                   |                                                           |                                                           | 1947-1958                                                 | Missile per misurazioni e trasporto di carichi ad alta quota. |
| X-9 Shrike                   | Bell Aircraft USAF                                        |                                                           | aprile 1949                                               | 1949-1953                                                 | Prototipo per missili terra-aria con carburante liquido |
| X-10                         | North American Aviation USAF                              |                                                           | 13 ottobre 1953                                           | 1953-1959                                                 | Velivolo dimostrativo non pilotato per lo studio di missili di crociera (SM-64 Navajo)                                                                                    |
| X-11                         | Convair USAF                                              |                                                           | 11 giugno 1957                                            | 1957-1958                                                 | Banco di prova per il missile Atlas |
| X-12                         | Convair USAF                                              |                                                           | luglio 1958                                               | 1958-....                                                 | Banco di prova avanzato per il missile Atlas |
| X-13 Vertijet                | Ryan Aeronautical USAF, USN                               |                                                           | 10 dicembre 1955                                          | 1955-1957                                                 | Dimostratore della possibilità di un jet di decollare e atterrare verticalmente (VTOL)                                                                                    |
| X-14                         | Bell Aircraft USAF, NASA                                  |                                                           | 19 febbraio 1957                                          | 1957-1981                                                 | Studio di tecnologie utili per la realizzazione di aerei a decollo e atterraggio verticale (VTOL) con capacità di hovering (volo stazionario)                             |
| X-15                         | North American Aviation USAF, NASA                        |                                                           | 8 giugno 1959                                             | 1960-1968                                                 | Studio dei voli stratosferici e ad alta velocità |
| X-16                         | Bell Aircraft USAF                                        |                                                           | Mai                                                       |                                                           | Ricognizione ad alta quota |
| X-17                         | Lockheed USAF, USN                                        |                                                           | aprile 1956                                               | 1953-1958                                                 | Missile a tre stadi propulsori con carburante solido per la sperimentazione del rientro in atmosfera.                                                                     |
| X-18                         | Hiller Aircraft Corporation USAF, USN                     |                                                           | 24 novembre 1959                                          | 1955-1964                                                 | Sperimentazione delle ali basculanti per un velivolo STOVL |
| X-19                         | Curtiss-Wright Tri-service                                |                                                           | novembre 1963                                             | 1963-                                                     | Sperimentazione di soluzioni per un aereo da trasporto VTOL |
| X-20 Dyna-Soar               | Boeing USAF                                               |                                                           | mai                                                       | 1957-1963                                                 | Studio di uno spazioplano militare riutilizzabile (mai realizzato) |
| X-21                         | Northrop USAF                                             |                                                           | 18 aprile 1963                                            | 1963-                                                     | Sperimentazione di sistemi di controllo dello strato limite sulle ali |
| X-22                         | Bell Aircraft Tri-service                                 |                                                           | 17 marzo 1966                                             | 1966-                                                     | Convertiplano sperimentale di tipo V/STOL con quattro turboventole intubate basculanti                                                                                    |
| X-23                         | Martin Marietta USAF                                      |                                                           | 21 dicembre 1966                                          | 1966-                                                     | Sigla non utilizzata, ma de-facto riferita al Martin Marietta SV-5D anche noto come Martin Marietta X-23A PRIME, un velivolo per il rientro atmosferico senza equipaggio. |
| X-24                         | Martin Marietta USAF, NASA                                |                                                           | 1º agosto 1973                                            | 1973-                                                     | Velivolo sperimentale per lo studio di un corpo portante destinato al rientro atmosferico                                                                                 |
| X-25                         | Bensen USAF                                               |                                                           | 5 giugno 1968                                             | 1968-                                                     | Autogiro leggero |
| X-26 Frigate                 | Schweizer DARPA, US Army, USN                             |                                                           | 1967                                                      | 1967-1973                                                 | Addestratore per condizioni di accoppiamento inerziale |
| X-27                         | Lockheed                                                  |                                                           | mai                                                       |                                                           | Prototipo di caccia ad alte prestazioni |
| X-28 Sea Skimmer             | Osprey Aircraft USN                                       |                                                           | luglio 1971 - ottobre 1971                                | 1971-1971                                                 | Prototipo di idrovolante da pattugliamento e polizia |
| X-29                         | Grumman DARPA, USAF, NASA                                 |                                                           | 1984                                                      | 1984-                                                     | Banco di prova per ali a freccia negativa |
| X-30 NASP                    | Rockwell NASA, DARPA, USAF                                |                                                           | mai                                                       |                                                           | Spazioplano Single stage to orbit (mai realizzato) |
| X-31                         | Rockwell DARPA, USAF, Ministero della difesa Tedesco      |                                                           | 1990                                                      | 1990-                                                     | Banco di prova per motori a spinta vettoriale |
| X-32                         | Boeing USAF, USN, RAF                                     |                                                           | settembre 2000                                            | 2000-2001                                                 | Prototipo di concorso per il programma JSF (Joint Strike Fighter) |
| X-33                         | Lockheed Martin NASA                                      |                                                           | mai                                                       |                                                           | Sostituto per lo Space Shuttle (mai completato) |
| X-34                         | Orbital Sciences NASA                                     |                                                           | mai                                                       |                                                           | Banco di prova per uno spazioplano riusabile (senza equipaggio) |
| X-35                         | Lockheed Martin USAF, USN, RAF                            |                                                           | 2000                                                      | 2000-...                                                  | Prototipo di concorso per il programma JSF (Joint Strike Fighter) poi prodotto come F-35                                                                                  |
| X-36                         | Douglas/Boeing NASA                                       |                                                           | 17 maggio 1997                                            | 1997-                                                     | Modello in scala di aereo da combattimento |
| X-37 Future-X                | Boeing USAF, NASA                                         |                                                           | 7 aprile 2006 (lancio) 22 aprile 2010 (volo orbitale)     | 2006-                                                     | Spazioplano riusabile |
| X-38                         | Scaled Composites NASA                                    |                                                           | 1999                                                      | 1999-                                                     | Mezzo di rientro sulla Terra per astronauti |
| X-39                         | Sconosciuto USAF                                          | Segreto                                                   | Sconosciuto                                               |                                                           | Programma "Future Aircraft Technology Enhancements" (FATE) |
| X-40                         | Boeing USAF, NASA                                         |                                                           | 11 agosto 1998                                            | 1998-                                                     | Prototipo in scala dell'X-37 |
| X-41                         | Sconosciuto USAF                                          | Segreto                                                   | Sconosciuto                                               |                                                           | Mezzo di rientro sulla Terra per astronauti |
| X-42                         | Sconosciuto USAF                                          | Segreto                                                   | Sconosciuto                                               |                                                           | |
| X-43 Hyper-X                 | Microcraft NASA                                           |                                                           | 2 giugno 2001                                             | 2001-                                                     | Banco di prova per motori Scramjet |
| X-44 MANTA                   | Lockheed Martin USAF, NASA                                |                                                           | Sconosciuto                                               |                                                           | "Aereo multiasse senza coda" basato sull'F-22 |
| X-45                         | Boeing DARPA, USAF                                        |                                                           | 22 maggio 2002                                            | 2002-                                                     | Dimostratore UCAV |
| X-46                         | Boeing DARPA, USN                                         |                                                           | Sconosciuto                                               | 2000-                                                     | Dimostratore UCAV navalizzato |
| X-47 Pegasus                 | Northrop Grumman DARPA, USN                               |                                                           | 23 febbraio 2003                                          | 2003-                                                     | Dimostratore UCAV navalizzato |
| X-48                         | Boeing NASA                                               |                                                           | 20 luglio 2007                                            | 2007-                                                     | Banco di prova Blended Wing Body (BWB) |
| X-49 Speedhawk               | Piasecki Helicopter Corporation US Army                   |                                                           | 29 luglio 2007                                            | 2007-                                                     | Elicoplano, banco di prova "Vectored Thrust Ducted Propeller" (VTDP) |
| X-50 Dragonfly               | Boeing DARPA                                              |                                                           | 24 novembre 2003                                          | 2003-                                                     | Elicoplano UAV; banco di prova Canard Rotor/Wing |
| X-51 Waverider               | Boeing USAF                                               |                                                           | 26 maggio 2010                                            | 2010-                                                     | Dimostratore ipersonico (scramjet) |
| X-52                         | Sigla non usata per non creare confusione col Boeing B-52 | Sigla non usata per non creare confusione col Boeing B-52 | Sigla non usata per non creare confusione col Boeing B-52 | Sigla non usata per non creare confusione col Boeing B-52 | Sigla non usata per non creare confusione col Boeing B-52 |
| X-53 Active Aeroelastic Wing | Boeing Phantom Works NASA, USAF                           |                                                           | novembre 2002                                             | 2002-                                                     | Dimostratore di aereo da caccia dotato di ali elastiche basato sul McDonnell Douglas F/A-18 Hornet                                                                        |
| X-54                         | Gulfstream Aerospace NASA                                 |                                                           | Sconosciuto                                               |                                                           | Trasporto supersonico |
| X-55                         | Lockheed Martin Skunk Works USAF                          |                                                           | 2 giugno 2009                                             | 2009-                                                     | "Advanced Composite Cargo Aircraft" (ACCA) |
| X-56A                        | Lockheed Martin Skunk Works USAF/NASA                     |                                                           | 2012                                                      | 2012-...                                                  | Velivolo di studio per la soppressione attiva dei fenomeni di "flutter"                                                                                                   |
| X-57 Maxwell                 | ESAero/Tecnam                                             |                                                           |                                                           | 2016-                                                     | Aereo a propulsione elettrica |
| XQ-58 Valkyrie               | Kratos                                                    |                                                           | 5 marzo 2019                                              |                                                           | |
| X-59 QueSST                  | Lockheed Martin                                           |                                                           | 2022 (previsto)                                           | 2018-                                                     | Aereo supersonico silenzioso |